# Банда, Брэдли
Брэдли Банда (англ. Bradley Banda; 20 января 1998, Гибралтар) — гибралтарский футболист, вратарь клуба ««Европа» (Гибралтар)» и сборной Гибралтара.

## Биография

### Клубная карьера
Начинал игровую карьеру в клубах «Лайонс Гибралтар» и «Манчестер 62», а в сезоне 2015/16 находился в составе клуба «Линкольн Ред Импс», однако статистика игрока в этих клубах неизвестна. В 2016 году Банда отправился в Англию, где провёл два сезона в составе любительского клуба «Тим Солент», связанного с Университетом Солент, в Саутгемптоне. Летом 2018 года вернулся в Гибралтар, где стал игроком «Глэсис Юнайтед». В составе «Глэсис» провёл полгода в качестве запасного вратаря и за основную команду не играл. Зимой 2019 года перешёл в «Линкс».

### Карьера в сборной
С 2013 года активно вызывался в юношеские сборные Гибралтара, а с 2017 по 2019 годы выступал за молодёжную сборную страны.
В основную сборную Гибралтара впервые был вызван в марте 2018 года на товарищескую игру со сборной Латвии. Осенью 2019 года был в заявке команды на отборочных матчах чемпионата Европы 2020, но на поле пока ни разу не выходил.